# 중쿤 그룹
중쿤 그룹(中坤集团)(Zhongkun Group) 혹은 베이징 중쿤 투자 그룹 유한회사(北京中坤投资集团有限公司)（Beijing Zhongkun Investment Group Co., Ltd）는 중국의 부동산 투자 재벌 그룹이다.

## 사건
2011년 8월에 약880만 달러를 아이슬란드 동북부에 먼저 투자하고 투자 계획은 약8800만에서 1.76억 달러로 책정하고 여행지를 만들겠다고 선포했다. 이것은 아이슬란드 전 국토 면적의 약 0.3%였다. 이것은 중국 본토 대기업이 아이슬란드에서 처음으로 진행하는 대규모 투자여서 전세계 언론의 주목을 받았다. 2012년에 안보를 이유로 무산되었다.

## 참고자료
1. ↑  “International workshop held on strengthening south-south collaboration on World Heritage and Sustainable Tourism”. 《UNESCO World Heritage Centre》 (영어). 2014년 6월 5일. 2020년 2월 5일에 확인함.
2. ↑  “中坤集团-财经公司”. 《和讯网》 (중국어 (중국)). 2020년 2월 5일에 원본 문서에서 보존된 문서. 2020년 2월 5일에 확인함.
3. ↑  殷俊红 (2013년 5월 10일). “中坤集团冰岛买地仍悬着 黄怒波：不签就不玩了”. 《广州日报》 (중국어 (중국)). 2020년 2월 5일에 원본 문서에서 보존된 문서. 2020년 2월 5일에 확인함.
4. ↑  “中坤集团为芦山地震向壹基金紧急捐款100万元”. 《中国新闻网》 (중국어 (중국)). 2013년 4월 26일. 2020년 2월 5일에 확인함.
5. ↑  乐小刁 (2012년 8월 15일). “中坤集团与国家开发银行50亿打造北京古村落旅游_商会中国_中国网”. 《商会中国》 (중국어 (중국)). 2020년 2월 5일에 확인함.
6. ↑  “中国人実業家のアイスランド土地購入、真の狙いは北極資源？”. 《www.afpbb.com》 (일본어). 2011년 10월 3일. 2020년 2월 5일에 확인함.
7. ↑  Winsnes, Eirik (2014년 5월 16일). “Styrtrik kineser har kjøpt naturperle i Troms”. 《Aftenposten》 (보크몰).
8. ↑  Hope, Katie (2014년 10월 29일). “Change in China for family succession”. 《BBC News》 (영어). 2020년 2월 5일에 확인함.
9. ↑  Higgins, Andrew (2014년 9월 27일). “A Rare Arctic Land Sale Stokes Worry in Norway”. 《The New York Times》 (영어). 2020년 2월 5일에 확인함.
10. ↑  “中国人実業家のアイスランド土地購入、真の狙いは北極資源？”. 《www.afpbb.com》 (일본어). 2020년 2월 5일에 확인함.
11. ↑  Lucy Hornby; Langi Chiang (2011년 12월 2일). “China's Ordos property bust offers warning sign”. 《Reuters》 (영어). 2020년 2월 5일에 확인함.
12. ↑  이지예 (2012년 12월 3일). “中 부동산재벌, 아이슬란드 리조트 건설 사업 계속 ‘퇴짜’”. 《news1.kr》. 2020년 2월 5일에 확인함.
13. ↑  “아이슬란드 땅 사는 중국 부동산 갑부”. 《중앙시사매거진》. 2011년 10월 31일. 2020년 2월 5일에 확인함.
14. ↑  “中기업, 아이슬란드 토지개발 성사 임박”. 《연합뉴스》. 2012년 10월 15일. 2020년 2월 5일에 확인함.
15. ↑  “중국 기업, 아이슬란드 토지 개발 진전”. 《KBS 뉴스》. 2013년 8월 17일. 2020년 2월 5일에 확인함.
16. ↑  明轩 (2019년 9월 22일). “阻中共染指航道与稀土 美中北极“开战””. 《www.ntdtv.com》 (중국어 (중국)). 2020년 2월 5일에 확인함. 2012年，北京中坤投资集团董事长黄怒波，拟投资约880万美元，购入北欧冰岛东北部一幅土地，建设生态旅游度假村。
17. ↑  荆宝洁 (2011년 9월 1일). “黄怒波回应购买冰岛土地 还将考虑进入其他北欧国家”. 《凤凰网》 (중국어 (중국)). 2020년 2월 5일에 확인함.
18. ↑  “Businessman close to clinching Iceland deal - China.org.cn”. 《中国网》 (영어). 2012년 5월 5일. 2020년 2월 5일에 확인함. Huang stirred huge controversy and questions in 2011 when his company, Beijing Zhongkun Investment Group, announced a plan to buy the land to build a top resort and tourist facilities. However, in November the Icelandic Minister of the Interior rejected the purchase.